# جغرافية المملكة المتحدة
المملكة المتحدة هي دولة ذات سيادة، تقع قبالة الساحل الشمالي الغربي لأوروبا القارية. تحتل المملكة المتحدة، التي تبلغ مساحتها الإجمالية نحو 248,532 كيلومتر مربع (95,960 ميل مربع)، الجزء الرئيسي من أرخبيل الجزر البريطانية، وتشمل جزيرة بريطانيا العظمى، والشمال الشرقي لسُدس جزيرة أيرلندا والعديد من الجزر الصغيرة المحيطة بها. تعد سابع أكبر دولة جزرية في العالم. تقع مناطق البر الرئيسي بين دائرتي العرض 49 و59 درجة شمالًا (تصل جزر شيتلاند إلى ما يقرب من 61 درجة شمالًا)، وبين خطي الطول 8 درجة غربًا ودرجتين شرقًا. يعد المرصد الملكي غرينتش في جنوب شرق لندن، نقطة تحديد لخط الطول الأول.
تقع المملكة المتحدة بين شمال المحيط الأطلسي وبحر الشمال، وتقع على بعد 35 كيلومتر (22 ميلًا) من الساحل الشمالي الغربي لفرنسا، حيث تفصلها عنها القناة الإنجليزية (بحر المانش). تتقاسم حدودًا برية دولية مع أيرلندا؛ يبلغ طولها 499 كيلومترًا. يربط نفق المانش الواقع تحت القناة الإنجليزية، المملكة المتحدة مع فرنسا.

## المساحة
تبلغ مساحة المملكة المتحدة الإجمالية، وفقًا لمكتب الإحصاء الوطني البريطاني، 248,532 كيلومترًا مربعًا (95,960 ميلًا مربعًا)، تضم جزيرة بريطانيا العظمى، وسُدس جزيرة أيرلندا الشمالية الشرقية (أيرلندا الشمالية)، والعديد من الجزر الصغيرة. يجعلها هذا سابع أكبر دولة جزرية في العالم. تعتبر إنجلترا أكبر بلدان المملكة المتحدة، إذ تبلغ مساحتها 132,938 كيلومترًا مربعًا (51,330 ميلًا مربعًا) وتمثل ما يزيد قليلًا عن نصف المساحة الإجمالية للمملكة المتحدة. تبلغ مساحة إسكتلندا 80,239 كيلومترًا مربعًا (30,980 ميلًا مربعًا) وهي ثاني أكبر البلدان مساحةً، وتمثل نحو ثلث مساحة المملكة المتحدة. أما ويلز وأيرلندا الشمالية أصغر بكثير، إذ تغطيان مساحة 21,225 و14,130 كيلومترًا مربعًا (8200 و5460 ميلًا مربعًا) على التوالي.
يرد في الجدول أدناه بيان لمساحة بلدان المملكة المتحدة. المعلومات المتعلقة بمنطقة إنجلترا، أكبر البلدان، موزعة حسب المنطقة أيضًا.
| الترتيب | الاسم | المساحة (كيلو متر مربع)                                              |
| 1       | إنجلترا ¿ جنوب غرب إنجلترا ¿ شرق إنجلترا ¿ جنوب شرق إنجلترا ¿ ميدلاند الشرقية ¿ يوركشاير والهمبر ¿ شمال غرب إنجلترا ¿ ميدلاند الغربية ¿ شمال شرق إنجلترا ¿ لندن الكبرى | 132,938 23,837 19,120 19,096 15,627 15,420 14,165 12,998 8,592 1,572 |
| 2       | سكوتلندا | 80,239                                                               |
| 3       | ويلز | 21,225                                                               |
| 4       | أيرلندا الشمالية | 14,130                                                               |
|         | المملكة المتحدة | 248,532                                                              |
|         | أقاليم ما وراء البحار البريطانية | 1,727,570                                                            |

تغطي المقاطعة البريطانية بالقارة القطبية الجنوبية، مساحة قدرها 1,709,400 كيلومتر مربع، فهي جغرافيًا أكبر أقاليم ما وراء البحار البريطانية، تليها جزر فوكلاند التي تبلغ مساحتها 12,173 كيلومترًا مربعًا. تغطي أقاليم ماوراء البحار الإثني عشر المتبقية مساحة 5997 كيلومترًا مربعًا.
تعد البلدان التالية من البلدان التي لها مساحة مماثلة جدًا للمملكة المتحدة: غينيا (أكبر قليلًا)، وأوغندا، وغانا، ورومانيا (جميعهم أصغر بقليل). تحتل المملكة المتحدة المرتبة الثمانين على مستوى العالم من حيث أكبر مساحة، والعاشرة على مستوى أوروبا (إن شُملت روسيا الأوروبية).

## الجغرافيا الطبيعية
تتفاوت الجغرافيا الطبيعية للمملكة المتحدة تفاوتًا كبيرًا. تتألف إنجلترا من أراض منخفضة في معظمها، مع مرتفعات أو تضاريس جبلية تتواجد فقط شمال غرب خط تيز-إكس (خط وهمي يصل بين نهري تيز وإكس). تشمل مناطق المرتفعات ليك ديستريكت وبينينز ونورث يورك مورز وإكسمور ودارتمور. تجتاز المناطق المنخفضة عادة سلاسل من التلال المنخفضة، المكوَنة غالبًا من الطباشير والسهول المسطحة. تعد سكوتلندا أكثر الدول الجبلية في المملكة المتحدة، وتتميز جغرافيتها الطبيعية بفالق حدود المرتفعات الذي يعبر البر الرئيسي السكوتلندي من هيلينسبورج إلى ستونهافين. يفصل خط الفالق مترفعات المنطقتين المختلفتين بشكل متميز إلى الشمال والغرب، وأراضيها المنخفضة إلى الجنوب والشرق. تكون المرتفعات جبلية غالبًا، وتحتوي على معظم المناظر الطبيعية الجبلية لسكوتلندا، في حين تحتوي الأراضي المنخفضة على أرض مسطحة، خاصةً عبر الأراضي المنخفضة الوسطى، مع وجود مناطق مرتفعة وجبلية في الأراضي المرتفعة الجنوبية. تعتبر ويلز جبلية في الغالب، بالرغم من أن جنوب ويلز أقل جبلية من شمالها ووسطها. تتكون أيرلندا الشمالية غالبًا من منظر طبيعي تلّي، وتشمل جغرافيتها جبال مورن وكذلك بحيرة لوك ناي، ذات مساحة 388 كيلومتر مربع، وتعد أكبر مسطح مائي في المملكة المتحدة.
شُكلت مورفولوجيا الأرض الإجمالية للمملكة المتحدة عن طريق مجموعة من القوى تشمل التكتونيات وتغير المناخ، وخاصةً الدور الجليدي في المناطق الشمالية والغربية.
يعد جبل بن نيفيس في جبال غرامبيان في سكوتلندا أطول جبل في المملكة المتحدة (والجزر البريطانية). أطول نهر هو نهر سيفرن الذي يتدفق من ويلز إلى إنجلترا. أما أكبر بحيرة من حيث السطح هي بحيرة لوك ناي في أيرلندا الشمالية، على الرغم من أن بحيرة لوخ نس في سكوتلندا لها حجم أكبر.

## الموارد الطبيعية
تاريخيًا، كانت معظم أراضي المملكة المتحدة مشجّرة. منذ عصر ما قبل التاريخ، قام الإنسان بإزالة معظم غابات المملكة المتحدة.
تعتمد الزراعة على المكننة إلى حد كبير، فهي مكثفة وفعالة وفقًا للمعايير الأوروبية، إذ تنتج نحو 60% من الاحتياجات الغذائية من خلال إسهام 1% فقط من القوى العاملة. تساهم بنحو 2% من الناتج المحلي الإجمالي. يكرس نحو ثلثي الإنتاج للماشية، وثلث للمحاصيل الصالحة للزراعة.
في عام 1993، قُدّر استخدام الأراضي كما يلي:
الأراضي الصالحة للزراعة: 25%
المحاصيل الدائمة: 0%
المراعي الدائمة: 46%
الغابات والأراضي الخشبية: 10%
غير ذلك: 19%
المروية: 1080 كيلومتر مربع
تتمتع المملكة المتحدة بمجموعة متنوعة من الموارد الطبيعية، تشمل:
جيولوجيًا: الفحم، والنفط، والغاز الطبيعي، والحجر الجيري، والطباشير، والجص، وثنائي أكسيد السيليكون (السيليكا)، والملح الصخري، والكاولين (الصلصال الصيني)، وخام الحديد، والقصدير، والفضة، والذهب، والرصاص.
زراعيًا: الأراضي الصالحة للزراعة، والقمح، والشعير، والأغنام
تمتلك المملكة المتحدة احتياطيات ضخمة من الفحم والغاز الطبيعي والنفط، ويمثل إنتاج الطاقة الأولية 10% من الناتج المحلي الإجمالي، وهو واحد من أعلى الحصص في أي دولة متقدمة. نظرًا لموقع الجزيرة في المملكة المتحدة، تتمتع البلد بإمكانات كبيرة لتوليد الكهرباء من الطاقة الموجية وطاقة المد والجزر، رغم أن هذه الطاقة لم تُستغل بعد تجاريًا.

## البيئة
القضايا الحالية
تعد إنجلترا واحدة من أكثر البلدان/المناطق كثافة سكانية في العالم، وهي أكثر الدول الكبرى كثافةً سكانية في أوروبا. من المرجح أن تفرض الكثافة السكانية المرتفعة (وخاصة في جنوب شرق إنجلترا) -مقترنة بتغير المناخ- ضغوطًا شديدة على موارد المياه في المملكة المتحدة مستقبلًا.
تعمل المملكة المتحدة على خفض انبعاثات الغازات الدفيئة. حققت الهدف المحدد في اتفاقية كيوتو المتمثل في خفض الانبعاثات بنسبة 12.5% عن مستويات عام 1990 وكانت تعتزم تحقيق الهدف الملزم قانونًا بخفض الانبعاثات بنسبة 20% بحلول عام 2010، وبإعادة تدوير ما لا يقل عن 33% من النفايات المنزلية بحلول عام 2015. في الفترة بين عامي 1998 و2000، زادت عمليات إعادة التدوير المنزلية من 8.8 في المئة إلى 10.3 في المئة على التوالي.
الاتفاقات الدولية
تعد المملكة المتحدة طرفًا في العديد من الاتفاقات الدولية، بما في ذلك: تلوث الهواء، تلوث الهواء -أكسيد النيتروجين، تلوث الهواء -الكبريت 94، تلوث الهواء -المركبات العضوية المتطايرة، الاتفاقية البيئية للقطب الجنوبي، اتفاقية حفظ الموارد الحية البحرية للقارة القطبية الجنوبية، اتفاقية حفظ فقمة القارة القطبية الجنوبية، معاهدة القارة القطبية الجنوبية، التنوع البيولوجي، اتفاقية الأمم المتحدة الإطارية بشأن التغير المناخي، تغير المناخ -اتفاقية كيوتو، التصحر، الأنواع المهددة بالانقراض، اتفاقية حظر استخدام تقنيات التغيير في البيئة، النفايات الخطرة، قانون البحار، اتفاقية منع التلوث البحري الناجم عن إلقاء النفايات والمواد الأخرى، حماية البيئة البحرية، معاهدة الحظر الجزئي للتجارب النووية، حماية طبقة الأوزون، تلوث السفن، والأخشاب الاستوائية 83 و94، الأراضي الرطبة، وصيد الحيتان.
وقعت المملكة المتحدة على الاتفاقية الدولية بشأن تلوث الهواء -الملوثات العضوية الثابتة، لكنها لم تصادق عليه بعد.